# Мекка (провінція)
Ме́кка (араб. مكة المكرمة) — мінтака (провінція) на заході Саудівської Аравії. Адміністративний центр — Мекка. Площа — 153 128 км², населення — 6 915 006 осіб (2010). Найнаселеніша провінція Саудівської Аравії.

### Географія
На півночі межує з провінцією Ель-Мадіна, на сході — з провінцією Ер-Ріяд, на півдні — з провінціями Ель-Баха, Асір і Джизан. На заході знаходиться на узбережжі Червоного моря.

### Адміністративний поділ
Провінція ділиться на 12 мухафаз (у дужках населення на 2010 рік): Al Jumum (92222)
Al Kamil (21419)
Al Khurmah (42223)
Al Lith (128529)
Al Qunfidhah (272424)
Al Ta'if (987914)
Jiddah (3456259)
Khulays (56687)
Mecca (1675368)
Rabigh (92072)
Ranyah (45942)
Turubah (43947)

### Адміністрація
На чолі провінції стоїть намісник з титулом еміра, який призначається королем з числа принців династії Аль Сауд.
Еміри мінтакі (губернатори провінції):
- 1924—1924 рр. Халід бін Мансур бін Ловааі
- 1924—1925 рр. принц Мохаммад бін Абдуррахман бін Фейсал Аль Сауд, брат короля Абд ал-Азіза
- 1925—1958 рр. принц Фейсал Аль Сауд, син короля Абд ал-Азіза, майбутній король
- 1958—1961 рр. принц Мутаіб Аль Сауд, син короля Абд ал-Азіза
- 1963—1971 рр. принц Мішаал Аль Сауд, син короля Абд ал-Азіза
- 1971—1980 рр. принц Фавваз Аль Сауд, син короля Абд ал-Азіза
- 1980—1999 рр. принц Маджид Аль Сауд, син короля Абд ал-Азіза
- 1976—1999 рр. віце-губернатор принц Сауд бін Абдул-Мухсин Аль Сауд, онук короля Абд ал-Азіза, з 1992 р і. о. еміра
- 2000—2007 рр. принц Абд ал-Маджид Аль Сауд, син короля Абд аль-Азіза
- 2007- н.в. принц Халід аль-Файсал Аль Сауд, син короля Фейсала.